# Samuel Gripenklo
Samuel Gripenklo, tidigare Palumbus, född 1648 i Östra Husby församling, Östergötland, död 12 september 1689, var en svensk ämbetsman.

## Biografi
Samuel Gripenklo föddes 1648 på Östra Husby prästgård i Östra Husby församling. Han var son till kyrkoherden Samuel Palumbus och Brita Bröms. Gripenklo blev 1664 skrivare på landskontoret i Göteborg och 1669 kammarskrivare i reduktionskollegium. Han blev 1672 legationskamrer och 4 augusti 1677 extra ordinarie kommissarie vid amiralitetet. Gripenklo adlades 22 september 1687 till Gripenklo och introducerades 1689 i Sveriges riddarhus som nummer 1119. Han blev 10 maj 1689 överkommissarie vid amiralitetet och avled samma år.

### Familj
Gripenklo gifte sig 30 september 1677 med Anna Hällberg. Hon var dotter till lärftskramhandalren Nils Jönsson Hällberg och Brita Mikelsdotter i Stockholm. De fick tillsammans barnen Johan Palumbus (1678–1678), Brita Palumbus (1678–1680), Catharina Gripenklo (1679–1708), fänriken Nils Gripenklo (1680–1709) vid livgardet, Margareta Gripenklo (1681–1755) som var gift med kyrkoherden Isak Caroli Biberg i Sundsvalls församling, Anna Palumbus (1683–1683) och Brita Gripenklo (1686–1774) som var gift med häradshövdingen Erik Eriksson Teet.